# スタニスラフ・アンドレーエフ
スタニスラフ・アンドレーエフ (英語: Stanislav Andreev、ウズベク語: Станислав Андреев、1988年5月6日 - ) は、ウズベキスタンのプロサッカー選手である。ポジションは守備的MF。アンドレーエフは現在ウズベク・リーグのPFCメタルルグ・ベカバードでプレーしている。AFCアジアカップ2011のサッカーウズベキスタン代表に選出された。